# Autrey (Meurthe y Mosela)
 Autrey  es una población y comuna francesa, en la región de Lorena, departamento de Meurthe y Mosela, en el distrito de Nancy y cantón de Vézelise.

## Demografía
| 144 | 131 | 116 | 118 | 124 | 152 |
| Para los censos de 1962 a 1999 la población legal corresponde a la población sin duplicidades (Fuente: INSEE [Consultar]) |     |     |     |     |     |